# NGC 115
NGC 115 este o galaxie spirală localizată în constelația Sculptorul. A fost descoperită în 25 septembrie 1834 de către John Herschel. Se află la aproximativ 85 de milioane de ani-lumină de Pământ și diametrul acesteia are lungimea în jur de 50.000 de ani-lumină.